# Lea Streisand

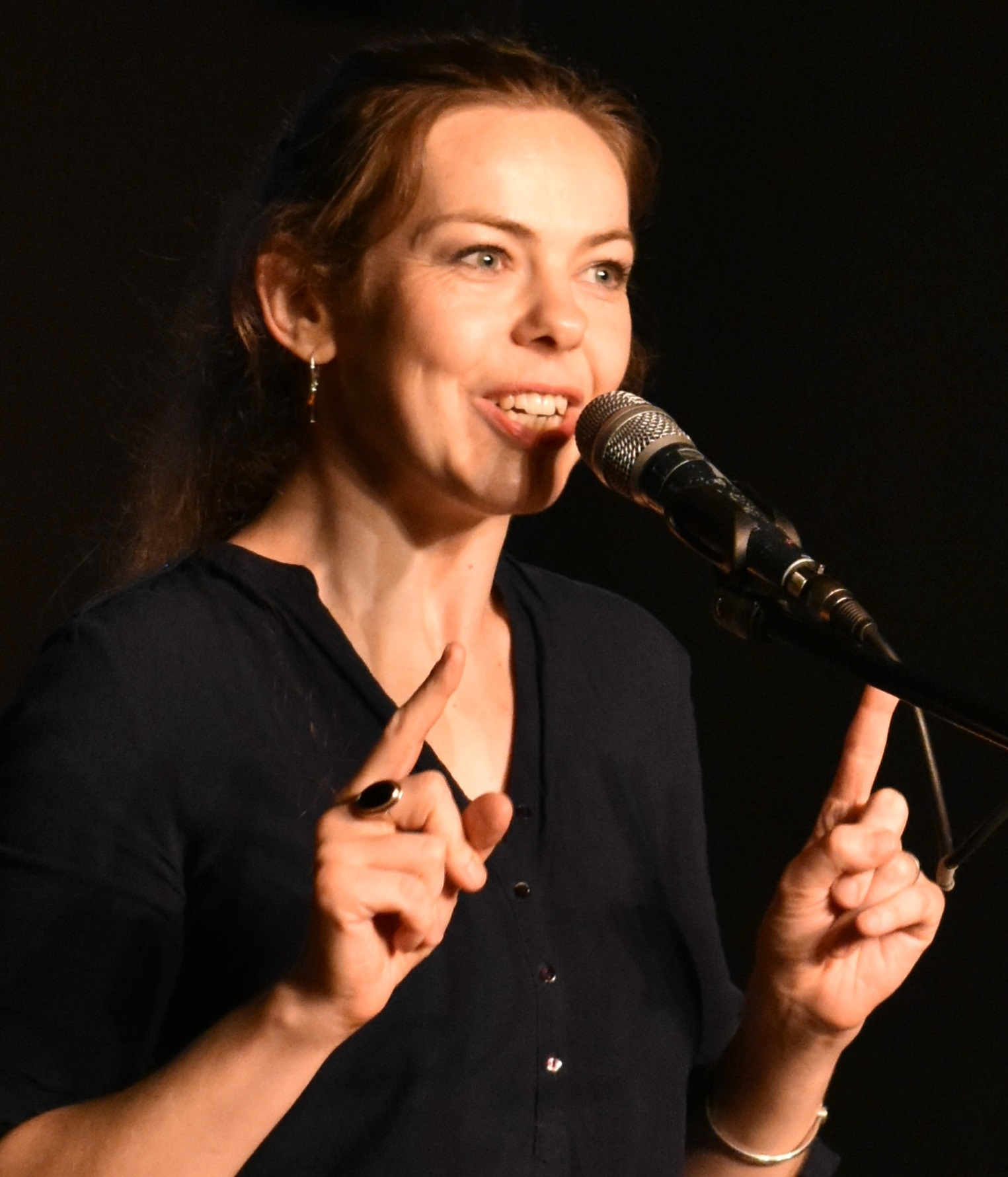
Lea Streisand (2019)

Lea Streisand (* 24. Juli 1979 in Ost-Berlin) ist eine deutsche Schriftstellerin.

## Leben
Lea Streisand wuchs in Berlin-Adlershof und später in Prenzlauer Berg in der Hufelandstraße auf. Ihr Vater, der in der DDR nicht studieren durfte, war gelernter Psychiatriepfleger, ging jedoch später in die Kulturarbeit und leitete das Kreiskulturhaus in Weißensee. Ihr Nachname Streisand geht auf den jüdischen Teil ihrer Familie zurück. Die Schauspielerin Ellis Heiden war ihre Großmutter, der Historiker Joachim Streisand ihr Großvater. Ihr Abitur absolvierte Streisand 1999 am 2. Gymnasium in der Eugen-Schönhaar-Str. 18. Sie studierte Neuere deutsche Literatur und Skandinavistik an der Humboldt-Universität Berlin. Seit 2003 liest sie Geschichten auf Berliner Lesebühnen und gründete 2008 mit anderen Rakete 2000. 2018 war Streisand Stipendiatin des Hausacher LeseLenz’ und Hausacher Stadtschreiberin. Seit 2005 schreibt sie Artikel und Kolumnen für die tageszeitung (taz). Seit 2014 spricht sie die wöchentliche Kolumne War schön jewesen bei Radio Eins in der Sendung Der schöne Morgen. 2022/23 hielt sie die Poetikvorlesungen im Rahmen der Paderborner Gastdozentur für Schriftstellerinnen und Schriftsteller. Streisand ist gehbehindert.
Sie lebt in Berlin.

## Werk
2016 erschien Streisands autobiographisch gefärbter erster Roman Im Sommer wieder Fahrrad  bei Ullstein. Die Erzählerin versucht ihrem Leben während einer Chemotherapie eine Struktur zu geben, indem sie aus Briefen das Leben ihrer Großmutter Ellis Heiden rekonstruiert, die ihren späteren Ehemann durch Tricks aus einem nationalsozialistischen Arbeitslager rettet. 2019 erschien der Wenderoman Hufeland, Ecke Bötzow, in dem die 1979 geborene Protagonistin Franzi vom Aufwachsen in der Wendezeit erzählt. 2022 erschien der Roman Hätt’ ich ein Kind bei Ullstein. Er geht den Fragen nach, warum viele Menschen unbedingt Kinder wollen, was eine Adoption mit sich bringt und was Mutterschaft heute bedeutet.

## Bücher
- Wahnsinn in Gesellschaft. Periplaneta, Berlin 2009, ISBN 978-3-940767-26-4
- Berlin ist eine Dorfkneipe. Periplaneta, Berlin 2012, ISBN 978-3-940767-78-3
- Vielleicht ist es doch zu was gut, dass sie fertig studiert hat. Periplaneta, Berlin 2015, ISBN 978-3-95996-002-1
- Im Sommer wieder Fahrrad. Ullstein, Berlin 2016, ISBN 978-3-550-08130-9
- War schön jewesen. Geschichten aus der großen Stadt. Ullstein, Berlin 2016, ISBN 978-3-548-28652-5
- Hufeland, Ecke Bötzow. Ullstein, Berlin 2019, ISBN 978-3-550-05031-2
- Hätt’ ich ein Kind. Ullstein, Berlin 2022, ISBN 978-3-550-20165-3